# 이화 (가수)
이화(1960년 6월 7일 ~ 2019년 2월 16일)는 대한민국의 가수, 뮤지컬 배우였다.

## 소개

### 바이오그라피
1979년부터 CM송, 대중음악을 전문으로 했던 가수. 서울에서 문영수씨 2남 5녀 중 넷째딸로 태어난 이화는 고등학교를 졸업한 직후 김도향의 광고회사 '서울오디오'에 합류해 음악을 시작하였다. 취미와 특기는 스키, 테니스, 피아노 연주이고, 좋아하는 술은 청하와 맥주. 특유의 허스키하면서도 부드러운 목소리가 CF에 잘 부합한다는 평가를 받았던 이화는 비록 많은 앨범을 남기지 못 했으나, 동료가수들의 앨범에 코러스로 참여하여 빛을 뿜고 있다. 2019년 2월 16일 집에서 휴식하다 갑작스러운 심장마비로 돌연사하여, 향년 58세의 짧은 생을 마쳤다.

## 학력
- 동명여자고등학교 졸업

## 앨범

### 정규 앨범
- 1981년 1집 《눈내리던 겨울밤》 눈내리던 겨울밤
- 1983년 2집 《이화 새노래 모음》 다시 한번 더
- 1986년 3집 《VOLUME NUMBER 3》 떠나기 전에

### 비정규 앨범
- 1980년 정성조 영화음악 ‘밤의 찬가/죽음보다 깊은 잠’(마음과 마음)
- 1981년 영화음악 ‘별들의 고향 3’- '이별의 노래'
- 1981년 김정호 베스트 앨범 ‘김정호 GREAT HIT’- '난 알았네' (듀엣 : 이승희, 편곡 : 최종혁)
- 1982년 옴니버스 앨범 ‘4인의 힛송 모음집’(테이프에는 '첫사랑' 추가 수록)
- 1983년 영화음악 ‘사랑만들기’- '사랑의 노래' (보컬 : 오준영, 나레이션 : 이화 & 길용우)
- 1984년 옴니버스 앨범 ‘'84 젊은이의 노래’ - '난 알았네' (듀엣 : 이승희, 편곡 : 강근식)
- 1984년 김병덕 옴니버스 앨범 ‘실화소설 "테레사의 연인"의 주제음악’
- 1985년 영화음악 ‘내 사랑 짱구’- '사랑의 이야기' (나레이션 : 이화 & 손창민)

### 참여 앨범
- 1980년 윤형주 정규앨범 ‘섬 청년 마음 / 어느 사랑의 이야기’
- 1980년 조동진 정규앨범 ‘2집 초반’
- 1981년 윤형주 성가앨범 ‘윤형주 성가모음 1집’
- 1981년 반예문(RAYMOND F. SULLIVAN) 신부 충주 성심농학교 자선기금음반 ‘바람처럼 낙엽처럼’(서울오디오 코러스)
- 1981년 윤형주 ‘네가 하라면 뭐든지 다 할 거야 / 고백’
- 1981년 이정선 정규앨범 ‘6 1/2’
- 1983년 최찬 정규앨범 ‘들국화’
- 1985년 김학래 정규앨범 ‘꿈에서 새벽까지’
- 1987년 김종찬 2집 'Tears & You'

### 뮤지컬 & 연극
- 1982년 뮤지컬 ‘환타스틱스’- 루이자 役
- 1996년 연극 ‘그 남자의 젊고 특별한 여자’ - 주제가 가수 役 (정보소극장)

### 방송 활동
- 1984년 KBS 라디오 ‘가위바위보’
- 1985년 MBC ‘쇼! 금요일에 만납시다’
- 1996년 HBS ‘히트예감 광고시대 CM송특집’

### CM & 캠페인송
- 1982년 해태음료 ‘해태팝’
- 1983년 동아식품 ‘썬듀’
- 1983년 ‘코카콜라’
- 1983년 ‘보사부권장 산아제한 CM송’(2집에 '둘이서 가요'로 수록되기도 함)